# Alopecosa fabrilis trinacriae
Alopecosa fabrilis trinacriae is een spinnenondersoort in de taxonomische indeling van de wolfspinnen (Lycosidae).
Het dier behoort tot het geslacht Alopecosa. De wetenschappelijke naam van de soort werd voor het eerst geldig gepubliceerd in 1969 door Lugetti & Tongiorgi.